# Баскакова, Татьяна Александровна
Татьяна Баскакова (род. 26 мая 1957, Москва) — российский филолог и переводчик.

## Биография
Отец — геолог, мать — врач. Окончила исторический факультет МГУ, по специальности египтолог. По окончании МГУ несколько месяцев работала в научно-исследовательском отделе библиотековедения и библиографии Государственной библиотеки СССР им. В. И. Ленина. Кандидат исторических наук (1992).
С начала 1990-х активно занимается переводом — как художественным, так и научным. Переводит с английского, немецкого, французского, итальянского. Публикует статьи о переводимых авторах, работы по переводоведению. Сотрудничает с журналом «Иностранная литература».

## Переводы
В переводах Татьяны Баскаковой публиковались такие авторы, как Вальтер Беньямин, Томас Бернхард, Роберт Вальзер, Альфред Дёблин, Эльфрида Елинек, Флёр Йегги, Райнхард Йиргль, Герт Йонке, Кристиан Крахт, Пауль Целан, Арно Шмидт, Ханс Хенни Янн, а также научные монографии Яна Ассмана, Фрэнсис Йейтс, Жака Ле Ридера, Рюдигера Сафранского, Аннемари Шиммель и др.

## Признание
Лауреат премии Андрея Белого в номинации «За заслуги перед русской литературой» за работу над книгой «Пауль Целан. Стихотворения. Проза. Письма» (2008), совместно с Марком Белорусцем. Лауреат почётной премии имени Жуковского «за многолетнюю творческую деятельность в сфере художественного перевода и продвижение немецкой литературы в России» (2010). 
В 2020 г. Т. А. Баскакова стала лауреатом премии имени Фридриха Гундольфа Немецкой Академии языка и литературы за распространение немецкой культуры за рубежом.